# Parlamentsvalget i Portugal 1869
Parlamentsvalget i Portugal 1869 blev afholdt den 11. april 1869.

## Partier
- Avilistas
- Reformistas
- Regeneradores

## Resultater
| Parti                     | Stemmer | % | Mandater |
| ------------------------- | ------- | - | -------- |
| Avilistas and Reformistas |         |   | 79       |
| Opposition                |         |   | 20       |
| Total                     |         |   | 107      |
| Kilde:                    |         |   |          |